# Anisozyga lithocroma
Anisozyga lithocroma là một loài bướm đêm trong họ Geometridae.